# Liste der Schulen in Mecklenburg-Vorpommern
Auflistung der weiterführenden Schulen in Mecklenburg-Vorpommern.
Daten des Statistischen Amtes Mecklenburg-Vorpommern zufolge gab es im Schuljahr 2015/16 insgesamt 143.146 Schüler an allgemeinbildenden Schulen (davon 15.766 Schüler an Privatschulen), 32.545 Schüler an beruflichen Schulen und 12.429 hauptberufliche Lehrkräfte an insgesamt über 600 Schulen.

## Legende
- RegS Regionale Schule
- KGS Kooperative Gesamtschule
- IGS Integrierte Gesamtschule
- Gym Gymnasium
- AGym Abendgymnasium
- WS Waldorfschule
- BS Berufsbildende Schule
- GS  Grundschule
- OS  Schulform unabhängige Orientierungsstufe

Hinweis:
- Bei Schulen ohne eigenen Artikel sollte auf deren Website hingewiesen werden.
- Die Schülerzahl ist nur als Zahl zu schreiben. Die Angabe von ca./etwa sind unnötig und werden als gegeben betrachtet. Eine Jahreszahl ist in Klammern zu ergänzen.

## Landkreis Ludwigslust-Parchim
| Amt                        | Ort            | Schulart   | Schulname                                   | Schülerzahl | Auszeichnung                               | online | Besonderheiten             |
| -------------------------- | -------------- | ---------- | ------------------------------------------- | ----------- | ------------------------------------------ | ------ | -------------------------- |
| Crivitz                    | Banzkow        | RegS       | Regionale Schule                            |             |                                            | HP     |                            |
| Crivitz                    | Cambs          | RegS       | „Am Mühlenberg“                             |             |                                            |        |                            |
| Crivitz                    | Crivitz        | Gym        | Gymnasium Am Sonnenberg                     |             |                                            | HP     | Profilschule Niederdeutsch |
| Crivitz                    | Crivitz        | RegS       | Regionale Schule                            |             |                                            | HP     |                            |
| Dömitz-Malliß              | Dömitz         | KGS/GS/FöL | Schulzentrum „Fritz Reuter“                 |             |                                            | HP     | Profilschule Niederdeutsch |
| Dömitz-Malliß              | Malliß         | RegS       | Regionale Schule                            |             |                                            |        |                            |
| Eldenburg Lübz             | Lübz           | Gym        | Eldenburg Gymnasium Lübz                    |             | Schule ohne Rassismus – Schule mit Courage | HP     |                            |
| Eldenburg Lübz             | Lübz           | RegS       | Regionale Schule                            |             |                                            | HP     |                            |
| Eldenburg Lübz             | Marnitz        | RegS/GS    | Regionale Schule                            |             |                                            | HP     |                            |
| Goldberg-Mildenitz         | Goldberg       | RegS       | Walter Husemann                             |             |                                            | HP     |                            |
| Grabow                     | Grabow         | RegS       | Friedrich Rohr                              |             |                                            |        |                            |
| Hagenow-Land               | Picher         | RegS/GS    | Theodor Körner                              |             |                                            | HP     |                            |
| Ludwigslust-Land           | Rastow         | RegS/GS    | Dr. Ernst Alban                             |             |                                            | HP     |                            |
| Neustadt-Glewe             | Neustadt-Glewe | RegS       | Karl-Scharfenberg-Schule                    |             |                                            |        |                            |
| Parchimer Umland           | Domsühl        | RegS       | Eldetalschule                               |             |                                            |        |                            |
| Plau am See                | Plau am See    | RegS       | Am Klüschenberg                             |             |                                            | HP     |                            |
| Sternberger Seenlandschaft | Brüel          | RegS       | Regionale Schule                            |             |                                            |        |                            |
| Sternberger Seenlandschaft | Sternberg      | KGS        | Verbundene Regionale Schule und Gymnasium   |             |                                            | HP     |                            |
| Stralendorf                | Stralendorf    | KGS/GS     | Gymnasiales Schulzentrum „Felix Stillfried“ |             |                                            | HP     |                            |
| Wittenburg                 | Wittenburg     | KGS        | Schulzentrum                                |             | UNESCO-Projektschule                       | HP     |                            |
| Zarrentin                  | Vellahn        | RegS/GS    | Regionale Schule                            |             |                                            | HP     |                            |
| Zarrentin                  | Zarrentin      | RegS/GS    | Regionale Schule Fritz Reuter               |             |                                            | HP     |                            |
| Zarrentin                  | Boizenburg     | Gym        | Elbegymnasium                               |             |                                            | HP     |                            |
| Zarrentin                  | Boizenburg     | RegS       | Tarnow-Schule                               |             |                                            | HP     |                            |
| Zarrentin                  | Hagenow        | RegS       | Prof. Dr. Friedrich Heincke                 |             |                                            | HP     |                            |
| Zarrentin                  | Hagenow        | RegS/GS    | Regionale Schule „Europaschule“             |             |                                            |        | Europaschule               |
| Zarrentin                  | Hagenow        | Gym        | Robert-Stock-Gymnasium                      |             |                                            | HP     |                            |
| Zarrentin                  | Hagenow        | RegS/GS    | Dr. Eckart Schwerin                         |             | Schule ohne Rassismus – Schule mit Courage | HP     |                            |
| Zarrentin                  | Lübtheen       | RegS/GS    | Regionale Schule                            |             |                                            |        |                            |
| Zarrentin                  | Ludwigslust    | Gym        | Goethe-Gymnasium                            |             | Schule ohne Rassismus – Schule mit Courage | HP     |                            |
| Zarrentin                  | Ludwigslust    | RegS       | Peter Joseph Lenne                          |             |                                            |        |                            |
| Zarrentin                  | Parchim        | Gym        | Friedrich-Franz-Gymnasium                   |             |                                            | HP     |                            |
| Zarrentin                  | Parchim        | RegS       | Regionale Schule „Fritz Reuter“             |             |                                            |        |                            |
| Zarrentin                  | Parchim        | RegS       | Regionale Schule „Goethe“                   |             |                                            | HP     |                            |
| Zarrentin                  | Parchim        | BS         | Berufliche Schule                           |             |                                            | HP     |                            |

## Landkreis Mecklenburgische Seenplatte
| Amt                              | Ort                       | Schulart | Schulname                                          | Schülerzahl | Auszeichnung                                                     | online | Besonderheiten                                                                   |
| -------------------------------- | ------------------------- | -------- | -------------------------------------------------- | ----------- | ---------------------------------------------------------------- | ------ | -------------------------------------------------------------------------------- |
| Treptower Tollensewinkel         | Altentreptow              | KGS      | Kooperative Gesamtschule mit gymnasialer Oberstufe |             | Schule ohne Rassismus – Schule mit Courage                       | HP     |                                                                                  |
| Treptower Tollensewinkel         | Tützpatz                  | RegS/GS  | Kooperative Gesamtschule mit gymnasialer Oberstufe |             |                                                                  | HP     |                                                                                  |
| Friedland                        | Friedland                 | KGS      | Neue Friedländer Gesamtschule                      |             |                                                                  | HP     |                                                                                  |
| Malchow                          | Malchow                   | RegS/Gym | Fleesenseeschule Malchow                           |             | Schule ohne Rassismus – Schule mit Courage                       | HP     | Seminarschule                                                                    |
| Röbel-Müritz                     | Röbel                     | KGS      | Schulecampus Röbel                                 |             |                                                                  | HP     | Ganztagsschule                                                                   |
| Röbel-Müritz                     | Rechlin                   | RegS     | Regionale Schule Rechlin                           |             | MINT-Schule MV                                                   | HP     |                                                                                  |
| Penzliner Land                   | Penzlin                   | RegS/GS  | Johann-Heinrich-Voss                               |             |                                                                  | HP     |                                                                                  |
| Penzliner Land                   | Möllenhagen               | RegS     | Heinrich Schliemann                                |             |                                                                  | HP     |                                                                                  |
| Mecklenburgische Kleinseenplatte | Wesenberg                 | RegS/GS  | Regionalschule                                     |             |                                                                  | HP     | Grünes Klassenzimmer                                                             |
| Amt Woldegk                      | Woldegk                   | RegS/GS  | Wilhelm Höcker                                     |             | MINT-Schule MV                                                   | HP     |                                                                                  |
| Seenlandschaft Waren             | Torgelow am See           | Gym      | Schloß Torgelow                                    |             |                                                                  |        | Internat, Staatlich anerkannte Ersatzschule                                      |
| Neustrelitz-Land                 | Blankensee                | RegS/GS  | Am Kirschgarten                                    |             |                                                                  | HP     |                                                                                  |
| Neustrelitz-Land                 | Burg Stargard             | RegS     | Regionalschule Burg Stargard                       |             |                                                                  | HP     | Ganztagsschule                                                                   |
| Neustrelitz-Land                 | Dargun                    | RegS     | Regionalschule Dargun                              |             |                                                                  | HP     | Ganztagsschule, Lehrküche                                                        |
| Neustrelitz-Land                 | Demmin                    | RegS     | Fritz Reuter                                       |             |                                                                  | HP     |                                                                                  |
| Neustrelitz-Land                 | Demmin                    | RegS/GS  | Pestalozzischule                                   |             |                                                                  | HP     | Europaschule                                                                     |
| Neustrelitz-Land                 | Demmin                    | Gym      | Goethe-Gymnasium                                   |             |                                                                  |        | Musikgymnasium, Profilschule Niederdeutsch                                       |
| Neustrelitz-Land                 | Demmin                    | RegS     | Evangelisches Schulzentrum Katharina von Bora      |             |                                                                  | HP     | Staatlich genehmigte Ersatzschule                                                |
| Neustrelitz-Land                 | Malchin                   | RegS     | Siegfried Marcus                                   |             |                                                                  | HP     |                                                                                  |
| Neustrelitz-Land                 | Malchin                   | Gym      | Fritz-Greve-Gymnasium                              |             |                                                                  | HP     |                                                                                  |
| Neustrelitz-Land                 | Malchin                   | BS       | Berufliche Schule Malchin                          |             |                                                                  | HP     |                                                                                  |
| Neustrelitz-Land                 | Feldberger Seenlandschaft | RegS/GS  | Hans-Fallada-Schule Feldberg                       |             |                                                                  | HP     |                                                                                  |
| Neustrelitz-Land                 | Neubrandenburg            | IGS      | Gesamtschule „Vier Tore“                           |             | Schule ohne Rassismus – Schule mit Courage                       | HP     | Europaschule                                                                     |
| Neustrelitz-Land                 | Neubrandenburg            | RegS     | Regionale Schule Ost „Johann Heinrich Voß“         |             |                                                                  | HP     |                                                                                  |
| Neustrelitz-Land                 | Neubrandenburg            | RegS     | Regionale Schule Mitte „Fritz Reuter“              |             |                                                                  | HP     |                                                                                  |
| Neustrelitz-Land                 | Neubrandenburg            | RegS     | Regionale Schule Nord                              |             |                                                                  | HP     |                                                                                  |
| Neustrelitz-Land                 | Neubrandenburg            | IGS/GS   | Christliche Gemeinschaftsschule Sankt Marien       |             |                                                                  | HP     | Staatlich anerkannte Ersatzschule                                                |
| Neustrelitz-Land                 | Neubrandenburg            | KGS/GS   | Stella                                             |             |                                                                  | HP     | Staatlich genehmigte Ersatzschule                                                |
| Neustrelitz-Land                 | Neubrandenburg            | Gym      | Albert-Einstein-Gymnasium                          |             | Schule ohne Rassismus – Schule mit Courage                       |        | Profilschule MINT                                                                |
| Neustrelitz-Land                 | Neubrandenburg            | Gym/RegS | Sportgymnasium                                     |             | Schule ohne Rassismus – Schule mit Courage                       |        |                                                                                  |
| Neustrelitz-Land                 | Neubrandenburg            | RegS/Gym | Das andere Gymnasium                               |             | Schule ohne Rassismus – Schule mit Courage                       | HP     | Staatlich genehmigte Ersatzschule                                                |
| Neustrelitz-Land                 | Neubrandenburg            |          | Abendgymnasium                                     |             |                                                                  | HP     |                                                                                  |
| Neustrelitz-Land                 | Neubrandenburg            | BS       | Berufliche Schule für Wirtschaft und Verwaltung    |             |                                                                  | HP     |                                                                                  |
| Neustrelitz-Land                 | Neubrandenburg            | BS       | BS für Wirtschaft, Handwerk und Industrie          |             |                                                                  | HP     |                                                                                  |
| Neustrelitz-Land                 | Neubrandenburg            | BS       | Berufliche Schule am Dietrich-Bonhoeffer-Klinikum  |             |                                                                  | HP     |                                                                                  |
| Neustrelitz-Land                 | Neustrelitz               | IGS      | IGS Walter Karbe                                   |             | MINT-Schule MV                                                   | HP     |                                                                                  |
| Neustrelitz-Land                 | Neustrelitz               | RegS     | Regionalschule Jawaharlal Nehru                    |             | Schule ohne Rassismus – Schule mit Courage; UNESCO-Projektschule | HP     |                                                                                  |
| Neustrelitz-Land                 | Neustrelitz               | Gym      | Gymnasium Carolinum                                |             |                                                                  | HP     | Europaschule, Profilschule Humanismus/Alte Sprachen, MINT-ec, Comenius, Erasmus+ |
| Neustrelitz-Land                 | Neustrelitz               | BS       | Berufliche Schule Neustrelitz                      |             |                                                                  | HP     |                                                                                  |
| Neustrelitz-Land                 | Stavenhagen               | KGS      | Reuterstädter Gesamtschule                         |             |                                                                  | HP     | Europaschule, Profilschule Niederdeutsch                                         |
| Neustrelitz-Land                 | Waren (Müritz)            | Gym      | Richard-Wossidlo-Gymnasium                         |             | Sieger im BUW                                                    |        |                                                                                  |
| Neustrelitz-Land                 | Waren (Müritz)            | RegS     | Friedrich-Dethloff-Schule                          |             |                                                                  | HP     |                                                                                  |
| Neustrelitz-Land                 | Waren (Müritz)            | RegS     | Regionalschule Waren West                          |             |                                                                  | HP     |                                                                                  |
| Neustrelitz-Land                 | Waren (Müritz)            | BS       | Berufliche Schule Waren                            |             |                                                                  | HP     | INKLUSIVE SCHULE                                                                 |

## Landkreis Nordwestmecklenburg
| Amt                          | Ort              | Schulart | Schulname                            | Schülerzahl  | Auszeichnung                               | online                                                                          | Besonderheiten                               |
| ---------------------------- | ---------------- | -------- | ------------------------------------ | ------------ | ------------------------------------------ | ------------------------------------------------------------------------------- | -------------------------------------------- |
| Dorf Mecklenburg-Bad Kleinen | Dorf Mecklenburg | KGS      | RegS und Gym „Tisa v.d. Schulenburg“ |              |                                            | HP                                                                              |                                              |
| Dorf Mecklenburg-Bad Kleinen | Bad Kleinen      | RegS/GS  | Schule „Am Schweriner See“           |              |                                            | HP                                                                              |                                              |
| Neukloster-Warin             | Zurow            | WS       | Dorfschule Wismarer Land             | 37 (2018/19) |                                            | HP                                                                              | Ab der 1. Klasse in 2016 inklusiv arbeitend. |
| Gadebusch                    | Gadebusch        | RegS/GS  | Regionale Schule Heinrich Heine      |              | Schule ohne Rassismus – Schule mit Courage | HP                                                                              |                                              |
| Gadebusch                    | Mühlen Eichsen   | RegS/GS  | Regionale Schule                     |              |                                            | HP                                                                              |                                              |
| Gadebusch                    | Gadebusch        | Gym      | Gymnasium                            |              |                                            | HP                                                                              |                                              |
| Grevesmühlen-Land            | Grevesmühlen     | RegS     | Regionale Schule „Wasserturm“        |              |                                            | HP                                                                              |                                              |
| Grevesmühlen-Land            | Gägelow          | RegS/GS  | Regionale Schule Proseken            |              |                                            | HP                                                                              |                                              |
| Grevesmühlen-Land            | Grevesmühlen     | Gym      | Gymnasium am Tannenberg              |              | Schule ohne Rassismus – Schule mit Courage | HP                                                                              |                                              |
| Klützer Winkel               | Klütz            | RegS     | Regionale Schule                     |              |                                            | HP                                                                              |                                              |
| Lützow-Lübstorf              | Lübstorf         | RegS/GS  | Regionale Schule                     |              |                                            | HP                                                                              |                                              |
| Lützow-Lübstorf              | Lützow           | RegS/GS  | Regionale Schule                     |              |                                            |                                                                                 |                                              |
| Neuburg                      | Neuburg          | RegS/GS  | Regionale Schule                     |              |                                            | HP                                                                              |                                              |
| Neukloster-Warin             | Neukloster       | RegS     | Regionale Schule                     |              |                                            | HP                                                                              |                                              |
| Neukloster-Warin             | Neukloster       | Gym      | Gymnasium Am Sonnenkamp              |              |                                            | HP                                                                              | Europaschule                                 |
| Rehna                        | Rehna            | RegS/GS  | Regionale Schule „Käthe Kollwitz“    |              |                                            | HP                                                                              |                                              |
| Rehna                        | Schlagsdorf      | RegS/GS  | Regionale Schule                     |              |                                            | HP                                                                              |                                              |
| Schönberger Land             | Dassow           | RegS/GS  | Regionale Schule                     |              |                                            |                                                                                 |                                              |
| Schönberger Land             | Lüdersdorf       | RegS/GS  | Regionale Schule                     |              |                                            | HP                                                                              |                                              |
| Schönberger Land             | Schönberg        | RegS/GS  | Regionale Schule                     |              |                                            | HP                                                                              |                                              |
| Schönberger Land             | Schönberg        | Gym      | Ernst-Barlach-Gymnasium              |              |                                            | HP                                                                              |                                              |
| Schönberger Land             | Poel             | RegS/GS  | Regionale Schule Kirchdorf           |              |                                            |                                                                                 |                                              |
| Schönberger Land             | Wismar           | RegS     | „Ostseeschule“                       |              | Schule ohne Rassismus – Schule mit Courage | HP                                                                              |                                              |
| Schönberger Land             | Wismar           | RegS     | Regionale Schule „B. Brecht“         |              |                                            | HP                                                                              |                                              |
| Schönberger Land             | Wismar           | IGS      | Johann Wolfgang v. Goethe            |              |                                            | HP (Seite nicht mehr abrufbar, festgestellt im Juni 2021. Suche in Webarchiven) | ohne gymnasiale Oberstufe                    |
| Schönberger Land             | Wismar           | Gym      | Geschwister-Scholl-Gymnasium         |              |                                            | HP                                                                              | Profilschule Niederdeutsch                   |
| Schönberger Land             | Wismar           | Gym      | Gerhart-Hauptmann-Gymnasium          |              | Schule ohne Rassismus – Schule mit Courage | HP                                                                              |                                              |
| Schönberger Land             | Wismar           | BS       | Berufliche Schule                    |              |                                            | HP                                                                              |                                              |

## Landkreis Rostock
| Amt                      | Ort           | Schulart | Schulname                                     | Schülerzahl | Auszeichnung                               | online                                                                          | Besonderheiten                        |
| ------------------------ | ------------- | -------- | --------------------------------------------- | ----------- | ------------------------------------------ | ------------------------------------------------------------------------------- | ------------------------------------- |
| Neubukow-Salzhaff        | Rerik         | IGS/GS   | Freie Schule Rerik                            |             |                                            | HP                                                                              | Staatlich genehmigte Ersatzschule     |
| Bützow-Land              | Bützow        | RegS     | Käthe-Kollwitz-Schule                         |             |                                            |                                                                                 |                                       |
| Bützow-Land              | Bützow        | Gym      | Geschwister-Scholl-Gymnasium                  |             |                                            | HP                                                                              |                                       |
| Bützow-Land              | Bernitt       | Gym      | Regionale Schule Bernitt                      |             |                                            |                                                                                 |                                       |
| Gnoien                   | Gnoien        | RegS     | Warbel-Schule                                 |             |                                            | HP                                                                              |                                       |
| Krakow am See            | Krakow am See | RegS/GS  | Regionalschule Krakow am See                  |             |                                            | HP                                                                              |                                       |
| Krakow am See            | Lalendorf     | RegS/GS  | Johann-Pogge-Schule                           |             |                                            | HP                                                                              |                                       |
| Laage                    | Laage         | KGS/GS   | RecknitzCampus                                |             | Schule ohne Rassismus – Schule mit Courage | HP                                                                              | Profilschule Niederdeutsch            |
| Mecklenburgische Schweiz | Jördenstorf   | RegS/GS  | Johann Heinrich von Thünen Schule Jördenstorf |             |                                            | HP (Seite nicht mehr abrufbar, festgestellt im Juni 2021. Suche in Webarchiven) |                                       |
| Güstrow Land             | Zehna         | RegS/GS  | Regionale Schule mit Grundschule Zehna        |             |                                            | HP                                                                              |                                       |
| Rostocker Heide          | Rövershagen   | KGS      |                                               |             |                                            | HP                                                                              | Europaschule, Comenius-Projektschule  |
| Schwaan                  | Schwaan       | RegS/GS  | Prof.-Franz-Bunke-Schule                      |             |                                            | HP                                                                              |                                       |
| Warnow-West              | Papendorf     | RegS/GS  | Warnowschule                                  |             |                                            | HP                                                                              |                                       |
| Bad Doberan-Land         | Rethwisch     | RegS/GS  | Regionale Schule Rethwisch                    |             |                                            | HP                                                                              |                                       |
| Bad Doberan-Land         | Bad Doberan   | RegS     | Regionale Schule „Am Kamp“                    |             |                                            | HP                                                                              |                                       |
| Bad Doberan-Land         | Bad Doberan   | RegS/GS  | Regionale Schule Buchenberg                   |             |                                            | HP                                                                              |                                       |
| Bad Doberan-Land         | Bad Doberan   | Gym      | Friderico-Francisceum-Gymnasium               |             |                                            | HP                                                                              | Profilschule Humanismus/Alte Sprachen |
| Bad Doberan-Land         | Bad Doberan   | BS       | Berufliche Schule Bad Doberan                 |             |                                            | HP                                                                              |                                       |
| Rostocker Heide          | Graal-Müritz  | IGS      | Greenhouse School                             | 200 (2016)  |                                            | HP                                                                              | Staatlich anerkannte Ersatzschule     |
| Rostocker Heide          | Güstrow       | RegS     | Regionale Schule „Richard Wossidlo“           |             |                                            | HP                                                                              |                                       |
| Rostocker Heide          | Güstrow       | RegS     | Regionale Schule „Thomas Müntzer“             |             |                                            | HP                                                                              |                                       |
| Rostocker Heide          | Güstrow       | RegS/GS  | Schule am Inselsee                            |             |                                            | HP (Seite nicht mehr abrufbar, festgestellt im Juni 2021. Suche in Webarchiven) |                                       |
| Rostocker Heide          | Güstrow       | RegS/GS  | Freie Schule Güstrow                          |             | Schule ohne Rassismus – Schule mit Courage | HP                                                                              | Staatlich genehmigte Ersatzschule     |
| Rostocker Heide          | Güstrow       | KGS      | ecolea Internationale Schule                  |             |                                            | HP                                                                              |                                       |
| Rostocker Heide          | Güstrow       | Gym      | John Brinckmann                               |             |                                            | HP                                                                              |                                       |
| Rostocker Heide          | Güstrow       | BS       | Berufliche Schule Güstrow                     |             |                                            | HP                                                                              |                                       |
| Rostocker Heide          | Güstrow       | BS       | Berufliche Schule am Güstrower Krankenhaus    |             |                                            | HP                                                                              |                                       |
| Rostocker Heide          | Satow         | RegS/GS  | Schule am See                                 |             |                                            | HP                                                                              |                                       |
| Rostocker Heide          | Kühlungsborn  | KGS      | Schulzentrum Kühlungsborn                     |             |                                            | HP                                                                              | Regionale Schule und Gymnasium        |
| Rostocker Heide          | Neubukow      | RegS     | Heinrich Schliemann                           |             |                                            | HP                                                                              |                                       |
| Rostocker Heide          | Teterow       | RegS     | Regionale Schule Teterow                      |             |                                            | HP (Seite nicht mehr abrufbar, festgestellt im Juni 2021. Suche in Webarchiven) |                                       |
| Rostocker Heide          | Teterow       | Gym      | Gymnasium Teterow                             |             | Schule ohne Rassismus – Schule mit Courage | HP                                                                              | Europaschule                          |
| Rostocker Heide          | Tessin        | RegS     | Anne Frank                                    |             | UNESCO-Projektschule                       | HP                                                                              |                                       |
| Rostocker Heide          | Dummerstorf   | RegS     | Regionale Schule Dummerstorf                  |             |                                            | HP                                                                              |                                       |
| Rostocker Heide          | Sanitz        | RegS     | Regionale Schule Sanitz                       |             | Schule ohne Rassismus – Schule mit Courage | HP                                                                              |                                       |
| Rostocker Heide          | Sanitz        | Gym      | Gymnasium Sanitz                              |             | Schule ohne Rassismus – Schule mit Courage | HP                                                                              |                                       |

## Landkreis Vorpommern-Greifswald
| Amt                    | Ort           | Schulart    | Schulname                                | Schülerzahl | Auszeichnung                               | online                                                                          | Besonderheiten                        |
| ---------------------- | ------------- | ----------- | ---------------------------------------- | ----------- | ------------------------------------------ | ------------------------------------------------------------------------------- | ------------------------------------- |
|                        | Anklam        | RegS        | Friedrich Schiller                       | 288         |                                            | HP                                                                              |                                       |
|                        | Anklam        | RegS        | Käthe Kollwitz                           |             |                                            | HP                                                                              | Projekt BLK 21                        |
|                        | Anklam        | Gym         | Lilienthal-Gymnasium                     |             |                                            |                                                                                 |                                       |
|                        | Greifswald    | IS          | Erwin Fischer                            |             |                                            | HP                                                                              |                                       |
|                        | Greifswald    | RegS        | Ernst Moritz Arndt                       |             |                                            | HP                                                                              |                                       |
|                        | Greifswald    | RegS        | Caspar David Friedrich                   |             |                                            | HP                                                                              | INKLUSIVE SCHULE                      |
|                        | Greifswald    | Gym         | Alexander von Humboldt                   |             |                                            | HP                                                                              | Profilschule MINT                     |
|                        | Greifswald    | Gym         | Friedrich-Ludwig-Jahn-Gymnasium          |             |                                            |                                                                                 | Profilschule Humanismus/Alte Sprachen |
|                        | Greifswald    | AGym        | Wolfgang Koeppen                         |             |                                            | HP                                                                              |                                       |
|                        | Greifswald    | BS          | Berufliche Schule Greifswald             |             |                                            | HP                                                                              |                                       |
|                        | Greifswald    | BS          | BS an der Universitätsmedizin Greifswald |             |                                            | HP                                                                              |                                       |
|                        | Greifswald    | GS/IGS      | Montessori-Grundschule                   |             |                                            | HP                                                                              | Staatlich genehmigte Ersatzschule     |
|                        | Greifswald    | Gy/GS/OS    | Ostseegymnasium Greifswald               |             |                                            | HP                                                                              | Staatlich genehmigte Ersatzschule     |
|                        | Greifswald    | IGS/GS/FöG  | Evangelisches Schulzentrum Martinschule  |             | Deutscher Schulpreis 2018                  | HP                                                                              | Staatlich genehmigte Ersatzschule     |
|                        | Greifswald    | WS          | Freie Waldorfschule Greifswald           |             |                                            | HP                                                                              | Staatlich genehmigte Ersatzschule     |
| Amt Züssow             | Gützkow       | RegS/GS     | Peenetal                                 |             |                                            |                                                                                 |                                       |
| Amt Züssow             | Gützkow       | Gym         | Schloss-Gymnasium                        |             | Schule ohne Rassismus – Schule mit Courage | HP                                                                              |                                       |
| Jarmen-Tutow           | Jarmen        | RegS        | Regionale Schule Jarmen                  |             |                                            |                                                                                 |                                       |
| Amt Lubmin             | Lubmin        | RegS        | Am Teufelsstein                          |             |                                            |                                                                                 |                                       |
| Peenetal/Loitz         | Loitz         | RegS        | Regionale Schule Loitz                   |             |                                            |                                                                                 |                                       |
|                        | Pasewalk      | RegS        | Arnold Zweig                             |             |                                            | HP                                                                              | Europaschule                          |
|                        | Pasewalk      | Gym         | Oskar-Picht-Gymnasium                    |             | Schule ohne Rassismus – Schule mit Courage |                                                                                 | Europaschule                          |
|                        | Pasewalk      | BS          | BS Erich Paulun an der Asklepios Klinik  |             |                                            | HP                                                                              |                                       |
| Am Stettiner Haff      | Eggesin       | RegS        | Ernst Thälmann                           |             |                                            |                                                                                 |                                       |
| Am Stettiner Haff      | Eggesin       | RegS        | Berufliche Schule des Landkreises        |             |                                            | HP (Seite nicht mehr abrufbar, festgestellt im Juni 2021. Suche in Webarchiven) | Europaschule                          |
| Anklam-Land            | Ducherow      | RegS/GS     | Lindenschule Ducherow                    |             |                                            |                                                                                 |                                       |
| Anklam-Land            | Spantekow     | RegS/GS     | Johann-Christoph-Adelung-Schule          |             |                                            | HP                                                                              |                                       |
| Amt Landhagen          | Behrenhoff    | RegS/GS     | Schule am Park                           | 142         | Deutscher Schulpreis 2010 (Preis der Jury) | HP                                                                              |                                       |
| Amt Landhagen          | Neuenkirchen  | RegS/GS     | Schule am Bodden                         |             |                                            | HP                                                                              |                                       |
| Torgelow-Ferdinandshof | Ferdinandshof | RegS        | Hanno Günther                            |             |                                            | HP                                                                              |                                       |
| Torgelow-Ferdinandshof | Torgelow      | RegS        | Albert Einstein                          |             |                                            | HP                                                                              |                                       |
| Löcknitz-Penkun        | Penkun        | RegS        | Regionale Schule Penkun                  |             |                                            | HP                                                                              |                                       |
| Löcknitz-Penkun        | Löcknitz      | RegS        | Regionale Schule Löcknitz                |             |                                            | HP                                                                              |                                       |
| Löcknitz-Penkun        | Löcknitz      | Gym         | Deutsch-Polnisches Gymnasium             |             | Schule ohne Rassismus – Schule mit Courage |                                                                                 | Europaschule, Ganztagsschule          |
|                        | Strasburg     | GS          | Rote Schule Strasburg                    |             |                                            | HP                                                                              |                                       |
|                        | Strasburg     | RegS        | Schule am Wasserturm                     |             |                                            | HP                                                                              |                                       |
|                        | Ueckermünde   | RegS        | Regionale Schule Ueckermünde             |             |                                            | HP (Seite nicht mehr abrufbar, festgestellt im Juni 2021. Suche in Webarchiven) |                                       |
|                        | Ueckermünde   | Gym         | Greifen-Gymnasium                        |             |                                            | HP                                                                              |                                       |
| Heringsdorf            | Ahlbeck       | KGS         | Europäische Gesamtschule Usedom          |             |                                            | HP                                                                              |                                       |
| Usedom-Süd             | Ückeritz      | RegS        | Ostseeschule Ückeritz                    |             |                                            | HP                                                                              |                                       |
| Usedom-Nord            | Karlshagen    | RegS        | Heinrich Heine                           |             |                                            | HP                                                                              |                                       |
| Usedom-Nord            | Zinnowitz     | IGS         | Freie Schule Zinnowitz                   |             |                                            | HP                                                                              | Staatlich genehmigte Ersatzschule     |
| Am Peenestrom          | Wolgast       | RegS        | G. L.Th. Kosegarten                      |             |                                            | HP                                                                              |                                       |
| Am Peenestrom          | Wolgast       | RegS/GS     | Regionale Schule Wolgast                 |             |                                            |                                                                                 |                                       |
| Am Peenestrom          | Wolgast       | Gym         | Runge-Gymnasium                          |             | UNESCO-Projektschule                       | HP                                                                              |                                       |
| Am Peenestrom          | Wolgast       | BS          | Berufliche Schule des Landkreises        |             |                                            | HP                                                                              |                                       |
| Am Peenestrom          | Wolgast       | evangelisch | Evangelische Schule Wolgast              |             |                                            | HP                                                                              |                                       |

## Landkreis Vorpommern-Rügen
| Amt                   | Ort               | Schulart | Schulname                           | Schülerzahl | Auszeichnung                               | online                                                                          | Besonderheiten                    |
| --------------------- | ----------------- | -------- | ----------------------------------- | ----------- | ------------------------------------------ | ------------------------------------------------------------------------------- | --------------------------------- |
| Altenpleen            | Prohn             | RegS     | An der Prohner Wiek                 |             |                                            | HP                                                                              |                                   |
| Recknitz-Trebeltal    | Tribsees          | RegS     | Regionale Schule Tribsees           |             |                                            | HP                                                                              |                                   |
| Recknitz-Trebeltal    | Dettmannsdorf     | RegS     | Evangelische Schule Dettmannsdorf   |             |                                            | HP                                                                              | Staatlich genehmigte Ersatzschule |
| Recknitz-Trebeltal    | Sellin            | KGS      | CJD Christophorusschule Rügen       |             |                                            | HP                                                                              |                                   |
| Niepars               | Niepars           | RegS/GS  | Prof. Pflugradt                     |             |                                            | HP                                                                              |                                   |
| Miltzow               | Sundhagen         | RegS     | Regionale Schule Reinberg           |             |                                            | HP                                                                              |                                   |
| Mönchgut-Granitz      | Göhren            | RegS     | Tom Beyer                           |             |                                            | HP                                                                              |                                   |
| Darß/Fischland        | Zingst            | RegS/GS  | Regionale Schule Zingst             |             |                                            | HP                                                                              |                                   |
| Barth                 | Barth             | KGS      | Kooperative Gesamtschule Barth      |             |                                            |                                                                                 |                                   |
| Bergen                | Bergen            | RegS     | Am Rugard                           |             |                                            |                                                                                 |                                   |
| Bergen                | Bergen            | RegS     | Am Grünen Berg                      |             |                                            | HP                                                                              |                                   |
| Bergen                | Bergen            | Gym      | Ernst-Moritz-Arndt-Gymnasium        |             |                                            | HP                                                                              |                                   |
| Franzburg-Richtenberg | Franzburg         | RegS/GS  | Martha-Müller-Grählert-Schule       |             |                                            | HP                                                                              |                                   |
| Bergen                | Garz              | RegS     | Schule am Burgwall                  |             | Berufswahlsiegel des Landes                | HP                                                                              |                                   |
| Ribnitz-Damgarten     | Ribnitz-Damgarten | RegS     | Regionale Schule „Rudolf Harbig“    |             |                                            | HP                                                                              |                                   |
| Ribnitz-Damgarten     | Ribnitz-Damgarten | RegS/GS  | bernsteinSchule Ribnitz             |             |                                            | HP                                                                              |                                   |
| Ribnitz-Damgarten     | Ribnitz-Damgarten | Gym      | Richard-Wossidlo-Gymnasium          |             |                                            | HP                                                                              |                                   |
| Ribnitz-Damgarten     | Ribnitz-Damgarten | BS       | Berufliche Schule Ribnitz-Damgarten |             |                                            | HP                                                                              |                                   |
| Nord-Rügen            | Altenkirchen      | RegS     | Regionale Schule Windland           |             |                                            | HP                                                                              |                                   |
| West-Rügen            | Vitte             | RegS/GS  | Regionale Schule Hiddensee          |             |                                            | HP                                                                              |                                   |
| West-Rügen            | Gingst            | RegS/GS  | Regionale Schule Gingst             |             |                                            |                                                                                 |                                   |
|                       | Prerow            | IGS/GS   | Freie Schule Prerow                 |             |                                            | HP                                                                              | Staatlich anerkannte Ersatzschule |
|                       | Grimmen           | RegS     | Robert Koch                         |             |                                            | HP                                                                              |                                   |
|                       | Grimmen           | Gym      | Gymnasium Grimmen                   |             | Schule ohne Rassismus – Schule mit Courage | HP                                                                              |                                   |
|                       | Binz              |          | Regionale Schule Binz               |             |                                            | HP                                                                              |                                   |
|                       | Sassnitz          | RegS     | Regionale Schule Sassnitz           |             |                                            | HP                                                                              |                                   |
|                       | Sassnitz          | BS       | Berufliche Schule Sassnitz          |             |                                            | HP                                                                              |                                   |
|                       | Stralsund         | Gym      | Hansa-Gymnasium                     |             |                                            |                                                                                 |                                   |
|                       | Stralsund         | KGS      | Schulzentrum Am Sund                |             | MINT-Schule MV                             | HP                                                                              |                                   |
|                       | Stralsund         | IGS      | IGS Grünthal                        |             | UNESCO-Projektschule                       | HP                                                                              |                                   |
|                       | Stralsund         | RegS     | Hermann Burmeister                  |             |                                            | HP                                                                              |                                   |
|                       | Stralsund         | RegS     | Adolph Diesterweg                   |             |                                            | HP (Seite nicht mehr abrufbar, festgestellt im Juni 2021. Suche in Webarchiven) |                                   |
|                       | Stralsund         | RegS     | Marie Curie                         |             |                                            | HP                                                                              |                                   |
|                       | Stralsund         | IGS/GS   | Jona Schule Stralsund               |             |                                            | HP                                                                              | Staatlich anerkannte Ersatzschule |
|                       | Stralsund         | BS       | Berufliche Schule Stralsund         |             |                                            | HP                                                                              |                                   |

## Kreisfreie Stadt Rostock
|  | Schulart       | Schulname                                        | Schülerzahl | Auszeichnung                                | online | Besonderheiten                                                                              |
|  | -------------- | ------------------------------------------------ | ----------- | ------------------------------------------- | ------ | ------------------------------------------------------------------------------------------- |
|  | Gym            | Musikgymnasium Käthe Kollwitz                    |             |                                             | HP     | Musikgymnasium, Profilschule MINT, offene Ganztagsschule                                    |
|  | Gym            | Innerstädtisches Gymnasium                       |             | UNESCO-Projektschule US                     | HP     | UNESCO-Projektschule                                                                        |
|  | IGS            | Borwinschule                                     |             | Schule ohne Rassismus – Schule mit Courage  | HP     |                                                                                             |
|  | RegS/Gym       | Don-Bosco-Schule                                 |             |                                             | HP     | staatlich anerkannte Ersatzschule                                                           |
|  | Gym/GS/OS      | CJD Jugenddorf-Christophorusschule               |             |                                             | HP     | Staatlich anerkannte Ersatzschule, Ganztagsschule                                           |
|  | IGS            | Hundertwasser Gesamtschule Rostock               |             | Schule ohne Rassismus – Schule mit Courage  | HP     |                                                                                             |
|  | IGS/GS         | Jenaplanschule Rostock                           |             | Deutscher Schulpreis 2015; MINT-Schule MV   | HP     |                                                                                             |
|  | IGS/RegS i. A. | Krusenstern.Gesamtschule                         |             | Schule ohne Rassismus – Schule mit Courage; | HP     |                                                                                             |
|  | IGS/RegS i. A. | Baltic-Schule Toitenwinkel                       |             |                                             | HP     |                                                                                             |
|  | KGS            | Schulcampus Evershagen                           |             |                                             | HP     |                                                                                             |
|  | KGS            | Gesamtschule Südstadt                            |             |                                             | HP     |                                                                                             |
|  | RegS           | Heinrich-Schütz-Schule                           |             |                                             | HP     |                                                                                             |
|  | RegS           | Störtebeker-Schule                               |             |                                             | HP     |                                                                                             |
|  | RegS           | Nordlicht-Schule                                 |             | MINT-Schule MV                              | HP     |                                                                                             |
|  | RegS           | Otto-Lilienthal-Schule                           |             |                                             | HP     |                                                                                             |
|  | IGS/GS         | Werkstattschule                                  |             |                                             | HP     | Staatlich anerkannte Ersatzschule                                                           |
|  | IGS/GS         | UNIVERSITAS                                      |             | MINT-Schule MV                              | HP     | Staatlich genehmigte Ersatzschule, INKLUSIVE SCHULE                                         |
|  | KGS/GS         | Don-Bosco-Schule Rostock                         |             |                                             | HP     | Staatlich genehmigte Ersatzschule                                                           |
|  | WS             | Waldorfschule Rostock                            |             |                                             | HP     | Staatlich genehmigte Ersatzschule                                                           |
|  | Gym            | Erasmus-Gymnasium                                |             | Schule ohne Rassismus – Schule mit Courage  | HP     |                                                                                             |
|  | Gym            | Gymnasium Reutershagen                           |             |                                             | HP     | Europaschule; Schule für Hochbegabte                                                        |
|  | Gym            | Ecolea-Schule Rostock                            |             | Schule ohne Rassismus – Schule mit Courage  | HP     | Staatlich anerkannte Ersatzschule                                                           |
|  | GymA           | Abendgymnasium                                   |             |                                             | HP     |                                                                                             |
|  | BS             | Berufliche Schule für Technik                    |             |                                             | HP     |                                                                                             |
|  | BS             | Berufliche Schule für Wirtschaft                 |             |                                             | HP     | Berufsschule kaufmännische Berufe; Fachgymnasium; Fachoberschule; Fachschule (Betriebswirt) |
|  | BS             | Berufliche Schule für Dienstleistung und Gewerbe |             |                                             | HP     |                                                                                             |
|  | BS             | BS Alexander Schmorell am Klinikum Südstadt      |             |                                             | HP     |                                                                                             |

## Kreisfreie Stadt Schwerin
|  | Schulart    | Schulname                             | Schülerzahl | Auszeichnung         | online | Besonderheiten                                           |
|  | ----------- | ------------------------------------- | ----------- | -------------------- | ------ | -------------------------------------------------------- |
|  | RegS        | Regionale Schule „Werner von Siemens“ |             |                      | HP     |                                                          |
|  | RegS        | Regionale Schule „Erich Weinert“      |             |                      | HP     |                                                          |
|  | RegS/GS     | Regionale Schule „Astrid Lindgren“    |             |                      | HP     |                                                          |
|  | KGS/GS      | Niels-Stensen-Schule                  |             |                      | HP     | Staatlich genehmigte Ersatzschule                        |
|  | IGS         | Schweriner Haus des Lernens           | 238         |                      | HP     | Staatlich genehmigte Ersatzschule                        |
|  | IGS         | Bertolt Brecht                        | 643         | UNESCO-Projektschule | HP     |                                                          |
|  | Gym         | Gymnasium Fridericianum               |             |                      | HP     | Profilschule Humanismus/Alte Sprachen, Profilschule MINT |
|  | Gym         | Goethe-Gymnasium                      |             |                      | HP     | Profilschule MINT                                        |
|  | Gym/RegS    | Sportgymnasium                        |             |                      | HP     |                                                          |
|  | Gym/RegS/GS | Neumühler Schule                      |             |                      | HP     | Staatlich anerkannte Ersatzschule                        |
|  | Gym/GS/OS   | Pädagogium                            |             |                      | HP     | Staatlich genehmigte Ersatzschule                        |
|  | Gym         | Ecolea                                |             |                      | HP     | Staatlich genehmigte Ersatzschule                        |
|  | WS          | Freie Waldorfschule                   | 342         |                      | HP     | Staatlich genehmigte Ersatzschule                        |
|  | Agym        | Abendgymnasium                        |             |                      | HP     |                                                          |
|  | BS          | Berufliche Schule für Technik         |             |                      | HP     |                                                          |
|  | BS          | Berufliche Schule für Wirtschaft      |             |                      | HP     |                                                          |
|  | BS          | Berufliche Schule für Sozialwesen     |             |                      | HP     |                                                          |